# Erythrodiplax castanea
Erythrodiplax castanea ist eine Libellenart aus der Unterfamilie Sympetrinae. Die Art wurde 1839 von Hermann Burmeister als Libellula castanea beschrieben und durch Friedrich Ris 1911 in die Gattung Erythrodiplax überführt. Die Larve ist bis heute unbekannt.

## Merkmale
Vertreter der Erythrodiplax castanea sind überwiegend rötlich braun gefärbt. Von anderen Arten können sie gut durch den plötzlich abknickenden, seitlichen Kiel auf dem zweiten Segment des Hinterleibs unterschieden werden, da der Knick dort abgerundet ist. Generell ist Hinterleib etwas heller gefärbt als der restliche Körper und misst bei den Männchen durchschnittlich 20 Millimeter. Jener der Weibchen ist circa einen Millimeter kürzer.
Bis auf einen Fleck an der Flügelbasis sind die Flügel durchsichtig. Im Fleck ist die Aderung rötlich bis braun. Das hintere Flügelpaar erreicht bei den Männchen eine Länge zwischen 24 und 27,5 Millimetern. Bei den Weibchen ist die Variation etwas größer und reicht von 22 bis 29 Millimetern. Das Flügelmal ist bei beiden Geschlechtern zwischen zwei und drei Millimetern groß.

## Verbreitung
Die Art wurde in Mittelamerika, Kolumbien, Ecuador, Peru, Bolivien, Argentinien, Paraguay, Venezuela, auf Trinidad, in Guayana, Französisch-Guayana sowie in den brasilianischen Bundesstaaten Pará, Mato Grosso, Rondônia, São Paulo, Espírito Santo, Rio de Janeiro und Santa Catarina nachgewiesen.

## Ähnliche Arten
Am ähnlichsten sind der Erythrodiplax castanea die Arten Erythrodiplax amazonica und Erythrodiplax connata fusca. Von ersterer kann die Art zum einen über die bei E. amazonica dunklere Farbe, die fast ins Schwarze reicht, sowie über die Farbe der Aderung im basalen Flügelfleck abgegrenzt werden. Von letzterer unterscheidet sie sich über die Ausdehnung und Form des basalen Flügelflecks.